# Мавлянов, Рахим
Рахим Мавлянов (1910, Ходжент, Самаркандская область, Российская империя — 1968 год) — советский таджикский партийный деятель, первый председатель Орджоникидзеабадского районного комитета Коммунистической партии Таджикистана. В 1957 году был удостоен звания Героя Социалистического Труда, но в 1963 году был осуждён за экономические преступления и в 1964 году был лишён звания Героя.

## Биография
Рахман Мавлянов родился в 1910 году в городе Ходжент (Самаркандская область, Российская империя) в семье рабочих. По национальности — таджик. Образование получил в средней школе. Начал работать с 1936 года. Участвовал в работе комсомольских организаций, некоторое время занимал должность первого секретаря Сталинабадского райкома ЛКСМ. С 1938 по 1939 год был директором музыкальной Радиокомитета при Совете Министров Таджикской ССР. В 1939 году стал первым секретарем Душанбинского райкома ЛКСМ , занимал это должность до 1940 года. В 1940 году стал членом ВКП(б). В 1940—1941 годах занимал должность инструктора в отделе пропаганды и агитации ЦК ВКП(б) Таджикистана. С 1941 по 1946 год служил в Красной армии.
В 1946 году занял должность инструктора в отделе кадров ЦК КП(б) Таджикской ССР. В 1947 году стал первым секретарём Ворошиловбалского районного комитета ВКП(б), находился на этой должности до 1950 года. В 1951—1952 годах был ответственным организатором отдела партийных, профсоюзных и комсомольских органов ЦК ВКП(б) Таджикской ССР. Затем окончил Высшую партийную школу.
В 1952 году Мавлянов был назначен на должность первого секретаря Орджоникидзеабадского районного комитета ВКП(б). Во время его нахождения на должности, в районе существенного развивалось сельское хозяйство и хлопководство в частности. 17 января 1957 года Рахману Мавлянову было присвоено звание Героя Социалистического Труда.
14 августа 1963 года судебная коллегия Таджикской ССР рассмотрела дело о хищениях в особо крупных размерах и приписках, по которому проходило 20 человек, из них четыре Героя Социалистического Труда ― Кара Дустов, Ходжа Зиябеков, Рахим Мавлянов и Гафур Тураев. Рахим Мавлянов обвинялся в том, что находясь на должности секретаря районного комитета КПСС, вступил в преступную связь с председателями колхозов Дустовым и Зиябековым, подстрекал их заниматься приписками, давать ложные сведения о заготовке и сдаче государству хлопка-сырца. За период работы на посту секретаря райкома партии Мавлянов получил в виде взяток от представителей колхоза 50 тысяч рублей. Кроме того, было установлено, что он систематически занимался хищением государственного имущества и присвоением государственных средств. В итоге суд приговорил Рахиам Мавлянова к 15 годам лишения свободы и вынес представление о лишении его государственных наград. 17 ноября 1964 года указом Президиума Верховного Совета СССР «в связи осуждением за обман государства, расхищение государственных и общественных средств в крупных размерах» Мавлянов лишён звания Героя Социалистического Труда и всех наград.
Дальнейшая судьба Рахима Мавлянова  неизвестна.

## Награды
Рахим Мавлянов был удостоен, а затем лишён следующих наград:
- Звание Герой Социалистического Труда (Указ Президиума Верховного Совета СССР от 17 января 1957, лишён 17 ноября 1964) — «за выдающиеся успехи, достигнутые в деле развития советского хлопководства, широкое применение достижений науки и передового опыта в возделывании хлопчатника и получение высоких и устойчивых урожаев хлопка-сырца»;
Золотая медаль «Серп и Молот» (17 января 1957 — № 7102, лишён 17 ноября 1964);
Орден Ленина (17 января 1957 — № 315088, лишён 17 ноября 1964);
- Орден Ленина (23 октября 1954, лишён 17 ноября 1964);
- Орден Трудового Красного Знамени (17 декабря 1949, лишён 17 ноября 1964);
- также был награждён медалями (лишён всех наград 17 ноября 1964).